# Gare de Toyokawa-inari
La gare de Toyokawa-inari (豊川稲荷駅, Toyokawa-inari-eki) est une gare ferroviaire de la ville de Toyokawa, dans la préfecture d'Aichi au Japon. Elle est exploitée par la compagnie Meitetsu.

## Situation ferroviaire
Gare terminus, Toyokawa-inari marque la fin de la ligne Toyokawa.

## Historique
La gare est inaugurée le 25 décembre 1954.

## Service des voyageurs

### Accueil
La gare dispose d'un bâtiment voyageurs, avec guichets, ouvert tous les jours.

### Desserte
- Ligne Toyokawa :
  - voies 1 et 2 : direction Kō et Nagoya

### Intermodalité
La gare de Toyokawa de la JR Central est située à proximité.